# The Starlings
The Starlings is een Belgisch muziekduo bestaande uit Tom Dice en Kato Callebaut. De groep bracht hun eerste single Mine uit in 2019. In 2020 deed het koppel mee aan het zesde seizoen van Liefde voor muziek. Daar ontvingen ze veel lof voor hun cover van Liefdeskapitein van K3. In mei 2020 brachten ze hun debuutalbum Don't Look Back uit. Het album, dat bestaat uit veertien nummers zouden ze voorstellen in de Lotto Arena op 14 februari 2021. Uiteindelijk vond dat concert pas op 29 mei 2022 plaats, vanwege de coronapandemie. Het koppel bracht in 2013 ook al een nummer samen uit, namelijk Breaking Up Slowly.
Het duo deed in 2023 mee aan Eurosong, de preselectie voor het Eurovisiesongfestival 2023. Ze deden dat met de nummers Oceanside en Rollercoaster. Laatstgenoemde was het nummer dat ze live brachten tijdens de finale op 14 januari 2023. Ze werden tweede met vooral veel stemmen van het publiek.
Op 20 september 2024 brachten ze hun derde album uit, Up All Night, vooral geschreven en opgenomen 's nachts wanneer hun pasgeboren dochtertje sliep. Hiermee touren ze in het najaar van 2024 rond langs verschillende culturele centra in Vlaanderen.

## Discografie

### Albums
| Album met hitnotering(en) in de Vlaamse Ultratop 200 albums | Datum van verschijnen | Datum van binnenkomst | Hoogste positie | Aantal weken | Opmerkingen |
| ----------------------------------------------------------- | --------------------- | --------------------- | --------------- | ------------ | ----------- |
| Don't Look Back                                             | 15-05-2020            | 23-05-2020            | 2               | 44           | Goud        |
| Seaside                                                     | 13-05-2022            | 21-05-2022            | 5               | 10           |             |
| Up All Night                                                | 21-09-2024            | 28-09-2024            | 5               | 3*           |             |

### Singles
| Single met hitnotering(en) in de Vlaamse Ultratop 50 | Datum van verschijnen | Datum van binnenkomst | Hoogste positie | Aantal weken | Opmerkingen                                         |
| ---------------------------------------------------- | --------------------- | --------------------- | --------------- | ------------ | --------------------------------------------------- |
| Mine                                                 | 04-01-2019            | 12-01-2019            | tip2            | -            |                                                     |
| Never Alone                                          | 19-04-2019            | 27-04-2019            | tip19           | -            |                                                     |
| On My Way                                            | 23-08-2019            | 07-09-2019            | tip7            | -            |                                                     |
| My Town                                              | 14-02-2020            | 22-02-2020            | tip35           | -            |                                                     |
| Little Submarine                                     | 30-03-2020            | 11-04-2020            | 11              | 19           | Uit Liefde voor muziek / Nr. 3 in de Radio 2 Top 30 |
| For You                                              | 06-04-2020            | 11-04-2020            | tip11           | -            | Uit Liefde voor muziek                              |
| Over                                                 | 13-04-2020            | 25-04-2020            | tip             | -            |                                                     |
| Honey                                                | 20-04-2020            | 02-05-2020            | tip             | -            |                                                     |
| Dancing in the Dark                                  | 04-05-2020            | 09-05-2020            | tip32           | -            | Uit Liefde voor muziek                              |
| Live My Life                                         | 27-04-2020            | 09-05-2020            | tip             | -            |                                                     |
| And We Keep Waiting                                  | 11-05-2020            | 16-05-2020            | tip             | -            |                                                     |
| Die Happy                                            | 17-07-2020            | 29-08-2020            | 34              | 6            | Nr. 17 in de Radio 2 Top 30                         |
| Heal                                                 | 23-10-2020            | 31-10-2020            | tip22           | -            |                                                     |
| Happiness                                            | 11-12-2020            | 19-12-2020            | tip6            | -            | met Ides Moon & Milo Meskens                        |
| Family Tree                                          | 27-11-2020            | 19-12-2020            | tip36           | -            |                                                     |
| Magic                                                | 21-05-2021            | 31-07-2021            | 44              | 2            |                                                     |
| Just Come Home                                       | 07-01-2022            | 23-01-2022            | 41              | 6            |                                                     |
| Gold                                                 | 20-05-2022            | 28-05-2022            | 36              | 7            |                                                     |
| Rollercoaster                                        | 13-01-2022            | 22-01-2022            | 7               | 16           |                                                     |
| Under Your Spell                                     | 25-05-2023            | 15-07-2023            | 43              | 1            | met Ozark Henry                                     |